# Antalyaspor
Antalyaspor, met stamnummer 000051, is een Turkse sportclub uit Antalya.
De clubkleuren zijn rood en wit. Sinds het seizoen 2008-2009 voetballen ze in de Süper Lig. Antalyaspor speelt de thuiswedstrijden in het Antalyastadion. Antalyaspor houdt zich naast voetbal ook bezig met tafeltennis, atletiek, handbal, judo, waterpolo, zwemmen, triathlon, wielrennen en American football.

Antalya ligt in de Middellandse Zeeregio.

## Geschiedenis

### Oprichting
Antalyaspor is de uitkomst van een fusie in 2 juli 1966 tussen Yenikapi Susspor, Ilk Isikspor en Ferrokromspor. De club fuseerde ook nog op 9 december 1992 met Cimturspor Kulubü Dernegi. In 10 juli 2010 werd de clubnaam voor 2 jaar veranderd naar Medical Park Antalyaspor Kulübü.

### Jaren 80
In het seizoen 1981-1982 werd de club met 43 punten kampioen in de 2. Lig (nu bekend als TFF 1. Lig). Zo mocht de club promoveren naar de Süper Lig. Dit was het eerste keer dat Antalya mocht uitkomen voor de hoogste divisie van Turkije. De club eindigde in het seizoen 1982-1983 op een 14de plaats in de Süper Lig. Het jaar daarna in 1983-1984 bevond de club zich op een 15e plaats, en was bijna de derde ploeg die kon degraderen. Dat seizoen had de club evenveel punten als Adanaspor, dat toen degradeerde. Dit gebeurde echter wel in het seizoen 1984-1985 toen de club op een 17de plaats eindigde, en dus degradeerde. In het seizoen 1985-86 werd de club weer kampioen in het 2. Lig, en mocht zo weer meteen promoveren naar de hoogste divisie (Süper Lig). In 1986-1987 werd de ploeg 18e van de 19 clubs, en moest dus weer degraderen naar de 2. Lig. In 1987-88 eindigde de club op een 2de plaats, en kon nipt niet promoveren. Het volgende jaar eindigen ze op een 4de plaats, men dacht dat Antalyaspor de Süper lig niet meer zou kunnen bereiken. Het jaar daarna eindigde de club op een 3de plaats. De ploeg kon al 3 jaar achter elkaar de Süper lig niet meer bereiken.

### Jaren 90
In 1992-1993 werd de club kampioen in zijn reeks, en mocht zo de play-offs spelen voor de Süper Lig. Maar in de play-offs eindigde de club op een 6de plaats. Het jaar daarna in 1993-1994 eindigde de club op een 2de plaats in zijn reeks en mocht weer in de play-off spelen. De club won in de finale tegen Istanbulspor en mocht zo terug naar de Süper Lig. In 1994-95 eindigde de club op een 13de plaats. Het jaar daarna bevindt de club zich op een 7de plaats en kwalificeert de club zich voor de Intertoto Cup. Daar eindigde de club op een 3de plaats in de groepsfase, en werd meteen uitgeschakeld. In het seizoen 1996-97 eindigde de club op een 10de plaats, en kwalificeerde zich weer voor de Intertoto Cup, maar weer kon de club de UEFA Cup niet bereiken. De club eindigde weer op een 3de plaats in de groepsfase. In 1997-98 werd de club 12de in de competitie. Het jaar daarna eindigde de club op een goede 6de plaats. In het seizoen 1999-2000 eindigde de club op een 11de plaats, maar in de Turkse beker raakte de club tot in de finale. Dit was de verste positie ooit die Antalyaspor kon bereiken. Uiteindelijk verloor de club in de finale met 5-3 tegen Galatasaray SK. Maar de club kwalificeerde zich zo toch nog voor de UEFA Cup. In de voorronde wist de club tegen het Azerbeidzjaanse club Kapaz Gäncä te winnen, met 2-0 en 5-0 scores. In de 1e ronde moest de club het opnemen tegen Werder Bremen. Thuis won Antalya met 2-0 maar uit verloor de club met een 5-0 score.

### 2002-2008
Verder waren ze tot en met 2002 aanwezig in de eerste divisie. Na enkele jaren gestreden te hebben in een lagere divisie, promoveerde de club in 2006 naar de Süper Lig. Lang hield de club het daar niet vol, meteen datzelfde seizoen degradeerde de ploeg alweer naar het 1. Lig. Na een tweede plaats in 2008 promoveerde de club opnieuw naar het Süper Lig.

### 2008-2010
In het seizoen 2008-2009 eindigde de club op een 12de plaats. De club wist in het Turkse beker de kwartfinale te bereiken. Uiteindelijk verloor de club tegen Beşiktaş JK met 0-2 en 1-3. Het jaar daarna in 2009-2010 eindigt de club op een 9de plaats. In de Turkse beker datzelfde seizoen won de club in de kwartfinale tegen Galatasaray met 2-1 en verloor met 3-2. Toch was Antalyaspor de ploeg die doorging naar de halve finales, omdat Antalya buitenhuis meer doelpunten scoorde dan Galatasaray. In de halve finale werd de club wel uitgeschakeld tegen Trabzonspor. De eerste wedstrijd won Trabzonspor met 2-0, maar de 2de wedstrijd won Antalya met 1-0. Deze score was niet genoeg om de finale te bereiken.

### 2010-heden
In het seizoen 2010-2011 eindigde de club op een 12de plaats. In de Turkse beker datzelfde seizoen werd Antalyaspor uitgeschakeld in de groepsfase. De club eindigde achter de derdeklasser Etimesgut Şekerspor op een 4de plaats van de 5 ploegen. In het seizoen 2011-12 eindigde de club op een 15de plaats, dit was nipt geen degradatie voor de club. In de Turkse beker (2011-2012) bereikte de club de kwartfinales. Daar verloor de club uit Antalya van Eskişehirspor met een 3-0 score.
In het seizoen 2012-2013 kocht de club verschillende nieuwe spelers, om goed te kunnen presteren in de Süper Lig. Een van deze spelers was de Marokkaanse voetballer Ismaïl Aissati, die een Nederlandse jeugdopleiding heeft doorlopen. Hij werd transfervrij overgenomen van AFC Ajax. Begin 2013 werd Okan Özçelik, afkomstig van de Nederlandse Topklasser FC Chabab, toegevoegd aan de selectie. In de  Turkse voetbalbeker 2012/13 eindigde Antalyaspor op een 3e plaats in groep B achter Trabzonspor en Eskisehirspor. Antalyaspor eindigde op een 7e plaats in de Süper Lig van 2012/13.
Op 20 juli 2010 ondertekende Antalyaspor een sponsorovereenkomst van 2+2 jaar, waardoor de club verder ging onder de naam Medical Park Antalyaspor. Op 8 februari 2020 werd er een overeenkomst van 1,5 jaar getekend waardoor de club Fraport-TAV Antalyaspor als naam aannam.

## Atilla Vehbi Konuk Trainingscomplex
Het Atilla Vehbi Konuk Trainingscomplex is 7 januari 2017 officieel geopend en omvat circa 135.000 m². Het kent vier verlichte voetbalvelden, twee mini voetbalvelden, twee tennisbanen, een overdekte half-olympisch zwembad, een revalidatie zwembad, een conferentiezaal, 66 kamers, een restaurant, een game zaal, hobby kamers, een fitness ruimte, een SPA, een hamam, een sauna, jacuzzi's en een tribune met een capaciteit voor 1.500 toeschouwers.

## Antalyaspor in Europa
Uitslagen vanuit gezichtspunt Antalyaspor
| Seizoen | Competitie    | Ronde         | Land                          | Club                      | Totaalscore | 1e W    | 2e W    | PUC |
| ------- | ------------- | ------------- | ----------------------------- | ------------------------- | ----------- | ------- | ------- | --- |
| 1996    | Intertoto Cup | Groep 7 (3e)  | Vlag van Zwitserland          | FC Basel                  | 2-5         | 2-5 (T) |         | 0.0 |
|         |               | Groep 7 (3e)  | Vlag van Wit-Rusland          | Ataka-Aura Minsk          | 3-0         | 3-0 (U) |         | 0.0 |
|         |               | Groep 7 (3e)  | Vlag van Rusland              | Rotor Volgograd           | 2-1         | 2-1 (T) |         | 0.0 |
|         |               | Groep 7 (3e)  | Vlag van Oekraïne             | Sjachtar Donetsk          | 0-1         | 0-1 (U) |         | 0.0 |
| 1997    | Intertoto Cup | Groep 11 (4e) | Vlag van Zwitserland          | NK Publikum Celje         | 1-1         | 1-1 (U) |         | 0.0 |
|         |               | Groep 11 (4e) | Vlag van Israël               | Maccabi Haifa             | 0-2         | 0-2 (T) |         | 0.0 |
|         |               | Groep 11 (4e) | Vlag van Rusland              | Lokomotiv Nizjni Novgorod | 0-1         | 0-1 (U) |         | 0.0 |
|         |               | Groep 11 (4e) | Vlag van Servië en Montenegro | Proleter Zrenjanin        | 1-0         | 1-0 (T) |         | 0.0 |
| 2000/01 | UEFA Cup      | Q             | Vlag van Azerbeidzjan         | Kapaz Gäncä               | 7-0         | 2-0 (U) | 5-0 (T) | 4.0 |
|         |               | r1            | Vlag van Duitsland            | Werder Bremen             | 2-6         | 2-0 (T) | 0-6 (U) | 4.0 |

Totaal aantal punten voor UEFA coëfficiënten: 4.0

## Bekende (oud-)spelers
Turken
- Ali Bilgin
- Deniz Barış
- Rüştü Reçber
- Volkan Yaman
- Necati Ateş
- Veysel Cihan
- Hüseyin Çimşir
- Ali Turan
- Burak Yılmaz
- Yekta Kurtuluş
- Serdar Özkan
- Ömer Çatkıç
- Ali Tandoğan
- Emre Güngör
- Olcan Adın
- Yalçın Ayhan
- Sinan Kaloğlu
- Orhan Ak
- Gürhan Gürsoy
- Kerim Zengin
- Suat Usta
- Orkun Usak
- Salih Dursun

Australiërs
- Mile Jedinak

Belgen
- Murat Akin
- Danilo
- Anıl Koç

Bosniërs
- Ivan Radeljić

Brazilianen
- Sandro

Fransen
- Grégory Proment

Ghanezen
- Richard Kingson

Israëliërs
- Pini Balili

Kameroeners
- Samuel Eto'o
- Jean II Makoun

Marokkanen
- Ismaïl Aissati

Montenegrijn
- Radoslav Batak

Nigerianen
- Isaac Promise

Serviërs
- Miodrag Anđelković

Tsjechen
- Ondřej Čelůstka

Nederlands
- Deniz Aslan
- Okan Özçelik
- Moestafa El Kabir
- Sherel Floranus